# Abdelmalek Laârif
Abdelmalek Laârif, né le 26 juillet 1942, est un homme politique tunisien.

## Biographie
Dans les années 1970, il est secrétaire général du bureau national des étudiants destouriens. Il est gouverneur de Jendouba de 1973 à 1975. Du 9 décembre 1986 au 31 décembre 1987, il dirige l'Établissement de la radiodiffusion-télévision tunisienne. Il est également directeur du Parti socialiste destourien du 29 septembre 1987 au 1er octobre 1987.
Le 30 septembre 1987, il est nommé ministre délégué auprès du Premier ministre. Le 12 avril 1988, il est nommé ministre des Affaires culturelles dans le premier gouvernement de Hédi Baccouche et conserve ce poste jusqu'au 27 juillet 1988, date à laquelle il est nommé ministre de l'Information, jusqu'au 10 avril 1989.
Il est directeur régional de la santé à Kasserine pour le ministère de la Santé. Administrateur représentant l'État au sein des conseils d'administration de l'Agence foncière d'habitation et de l'Agence de réhabilitation et de rénovation urbaine, il est remplacé par Hédi Ben Hadj Hassine le 15 septembre 1995.
Il dirige pendant plusieurs années la Société nationale immobilière, avant de prendre la tête de la Régie nationale des tabacs et des allumettes. Le 7 janvier 1999, il est nommé président-directeur général de Tunisair, en remplacement d'Ahmed Smaoui, jusqu'en 2001.